# ژاک ینگیباریان
ژاک ینگیباریان (ارمنی: Ժակ Ենգիբարյան زاده ۱ ژانویهٔ ۱۹۳۶ - درگذشته ۱۲ ژانویهٔ ۲۰۲۱) یک بازیگر اهل ارمنستان بود. وی از سال میلادی تاکنون مشغول فعالیت بوده‌است.

## زندگی‌نامه
وی در  ۱ ژانویهٔ ۱۹۳۶ در سن پترزبورگ به دنیا آمد و از انستیتو هنرهای زیبای مسکو (۱۹۵۸) فارغ‌التحصیل شد. وی در تئاتر قدیم ویلینوس، تئاتر روسی استانیسلاوسکی ایروان، تئاتر کمدی موزیکال پارونیان فعالیت می‌کرد. وی همچنین برندهٔ جوایزی همچون نشان برجسته افتخار (۱۹۷۷), هنرمند شایسته ارمنستان شوروی و نشان افتخار جمهوری ارمنستان شده‌است. وی در ۱۲ ژانویهٔ ۲۰۲۱ در سن ۸۵ سالگی درگذشت.